# Patrick Soko
Serge Patrick Njoh Soko (Douala, 31 de octubre de 1997), más conocido como Patrick Soko, es un futbolista camerunés que juega como centrocampista en la U. D. Almería de la Segunda División de España.

## Trayectoria
Natural de Douala, Camerún, se formó en las categorías inferiores del Union Douala, en el que jugó desde 2005 a 2011. En 2012 firmó por el Les Astres Football Club, en el que estuvo durante cuatro años.
En 2015 decidió continuar su carrera deportiva en el fútbol centroamericano, tras firmar por el Cibao Fútbol Club de la República Dominicana. Dos años después se marchó a México, donde jugó para el Atlas Guadalajara, el Club de Fútbol Atlante y el Club Deportivo Mineros de Zacatecas, consiguiendo con este último el ascenso a la Primera División.
El 23 de septiembre de 2020 firmó con el Racing de Santander por dos temporadas. Inicialmente sin permiso para viajar, tardó un mes en aterrizar en España. El 11 de mayo de 2021 sufrió una rotura parcial aguda en el ligamento de la rodilla izquierda que le impidió finalizar la campaña.
Al término de la temporada 2021-22 logró el ascenso a la Segunda División, marchándose al final de la misma tras no ser renovado su contrato. A pesar de ello, sí que jugaría en la categoría después de comprometerse por tres temporadas con la S. D. Huesca. En la primera de ellas disputó 22 partidos y en la segunda fue prestado a la U. D. Ibiza para volver a competir en la Primera Federación.
A mediados de 2024 volvió a la S. D. Huesca donde firmó una temporada anotando 13 goles en 39 partidos. Finalizado su contrato, el 25 de junio de 2025 fichó por la U. D. Almería para las siguientes tres temporadas.

## Selección nacional
El 13 de noviembre de 2024 hizo su debut con la selección de Camerún en un encuentro de clasificación para la Copa Africana de Naciones de 2025 ante Namibia que finalizó en empate a cero.

## Clubes
| Club                 | País                 | Año       | Partidos | Goles |
| -------------------- | -------------------- | --------- | -------- | ----- |
| Union Douala         | Camerún              | 2005-2011 |          |       |
| Les Astres F. C.     | Camerún              | 2011-2015 |          |       |
| Cibao F. C.          | República Dominicana | 2016-2017 | 21       | 4     |
| Atlas Guadalajara    | México               | 2017-2019 | 8        | 1     |
| C. F. Atlante        | México               | 2019      | 14       | 6     |
| Mineros de Zacatecas | México               | 2020      | 8        | 0     |
| Racing de Santander  | España               | 2020-2022 | 55       | 10    |
| S. D. Huesca         | España               | 2022-2023 | 22       | 0     |
| U. D. Ibiza (cedido) | España               | 2023-2024 | 41       | 9     |
| S. D. Huesca         | España               | 2024-2025 | 39       | 13    |
| U. D. Almería        | España               | 2025-     |          |       |

| Club | Div. | Temporada | Liga nacional | Copas nacional | Torneos internacionales | Total |
| ---- | ---- | --------- | ------------- | -------------- | ----------------------- | ----- |
|      |      |           |               |                |                         |       |
|      |      |           |               |                |                         |       |
|      |      |           |               |                |                         |       |

## Palmarés

### Campeonatos nacionales
| Título                         | Club                | País                 | Año  |
| ------------------------------ | ------------------- | -------------------- | ---- |
| Campeonato de Clubes de la CFU | Cibao F. C.         | República Dominicana | 2017 |
| Primera División RFEF          | Racing de Santander | España               | 2022 |